# Babi Arenhart
Bárbara Elisabeth Arenhart, más conocida como Babi (Novo Hamburgo, 4 de octubre de 1986) es una jugadora de balonmano brasileña que juega como portera. Jugó en el Nykøbing Falster Håndboldklub entre 2015 y 2016.
Formó parte de la delegación brasileña que compitió en los Juegos Panamericanos de 2011, en Guadalajara, México. Ganó la medalla de oro y un lugar en los Juegos Olímpicos de Londres 2012. Participó en los Juegos Olímpicos de 2016 en Río de Janeiro.
Babi fue campeona del mundo con la selección nacional en 2013, en Serbia. En 2023, celebró 200 partidos con la Selección Brasileña de Balonmano.

## Vida personal
Babi Arenhart afirma que nunca ha tenido problemas ni ha sufrido prejuicios por identificarse como lesbiana. En 2020 publicó un texto en el sitio web de Olimpíada Todo Día alusivo al Día Internacional del Orgullo LGBT, donde aparece en una foto con su novia Karol.

## Trayectoria deportiva

### Clubs
Babi comenzó su carrera en el Santa/Feevale, club de su ciudad natal, donde jugó durante ocho años. De allí se fue a jugar al Metodista/São Bernardo, antes de jugar en España. En el Parc Sagunto, fue campeona de la Copa de la Reina de balonmano de 2008. En 2010 se marchó al Byåsen IL de Noruega, donde jugó durante un año.
En 2011 firmó con el Hypo Niederösterreich de Austria, además de las brasileñas Alexandra, Dani Piedade, Fran, Fernanda y Ana Paula. En Hypo fue dos veces campeona de la Liga Nacional, dos veces campeona de la Copa de Austria y campeona de la Copa de Europa. En 2013 fue nombrada mejor jugadora del año.
En 2014 anunció su salida del Hypo tras finalizar la temporada para jugar en el Baia Mare de Rumanía. En 2015 anunció su salida del HCM Baia Mare tras el final de la temporada para jugar en el Nykøbing Falster Håndboldklub.

## Selección
En la selección brasileña quedó subcampeona del Campeonato Panamericano de Chile, 2009. Fue campeona del mismo torneo en 2011 en Brasil, y 2013 en República Dominicana. Ganó la medalla de oro con la selección brasileña, en los Juegos Panamericanos de Guadalajara 2011. En 2013, fue campeona de la Provident Cup en Hungría y campeona del Campeonato Sudamericano en Argentina, garantizándose un lugar en el campeonato mundial.
Babi disputó el Mundial en 2009, 2011 y 2013. En el Mundial de 2011, Brasil venció a Túnez por 34-33 y Babi marcó el gol de la victoria en la última jugada del partido. En el Campeonato Mundial de Serbia de 2013, celebró su primer título mundial y fue elegida la mejor portera del torneo. En 2014 fue campeona de los Juegos Sudamericanos de Santiago.
En los Juegos Olímpicos de París 2024, Babi volverá a ser capitán de la selección brasileña de balonmano.

## Logros principales

### Títulos
Parc Sagunto
- Campeona de la Copa de la Reina: 2008;[19] Hypo Niederösterreich
- Bicampeona de la Liga Nacional: 2012 e 2013[19]
- Bicampeona de la Copa de Austria: 2012 e 2013[19]
- Campeona de la Recopa de Europa: 2012/13[19]

Selección Brasileña
- Campeona Mundial: 2013[19]
- Bicampeona del Campeonato Panamericano: 2011 e 2013[19]
- Campeona de los Juegos Panamericanos: 2011[20]
- Campeona de los Juegos Panamericanos: 2015[20]
- Campeona de los Juegos Panamericanos: 2019[20]
- Campeona de los Juegos Sudamericanos: 2014[19]
- Campeona Sudamericana: 2013[19]
- Campeona de la Provident Cup: 2013[19]

### Premios
Hypo Niederösterreich
- Mejor portera de 2013[1]
- Jugadora del año 2013[1]

Selección Brasileña
- Mejor portera del Mundial 2013[1]
- Mejor portera del Campeonato Panamericano 2017[1]